# グンネラ
グンネラ (Gunnera) は被子植物の属の一つで草本である。エングラーはアリノトウグサ科に含めたが、クロンキストやAPGでは独立のグンネラ科とする。葉柄の長さが1m以上、葉の直径が大きなものでは2m近く、草丈3mほどになるオニブキ G. manicata は「地上で最も巨大な葉を持つ植物」と称して、大阪と浜名湖で開かれた花博で日本に紹介された。

## 特徴
40-50種を含む。
葉の大きさが様々で、ブラジル南部のセーハ・ド・マール山脈に自生するオニブキがおそらく最大の種で、1.5-2m幅が普通のサイズである葉は、3.4mもの長さになる肉質の葉柄につき、時には2.5mの長さになる。非常に湿潤だが濡れていない環境で、22 - 29度でよく発芽する。
それよりやや小振りの種が G. masafuerae で、チリ沖のファン・フェルナンデス諸島に生育する。葉は大きいもので幅2.9m、長さ1.5mで太さ11cmの葉柄につくという。アレハンドロ・セルカーク島には G. peltata があり、直立した高さ5.5m、太さ25-30cmの茎には2mになる葉がつく。コロンビアのアンデスに見出される G. magnifica の葉芽は植物で最大のもので、長さ60cmで太さは40cmになる。多肉質の葉柄は長さ2.7mに達する。巨大な花序は小型で赤みを帯びた花をつけ、長さ2.3mで重さ13kgになる。他の巨大なGunneraの種は新熱帯とハワイに産する。
葉の長さがわずか1 - 2cmである、G. albocarpa をはじめとする小型の種がいくつかニュージーランドから知られている。また、南米のグンネラ・マゲラニカ G. magellanica が葉の幅5 - 9cmで葉柄の長さ8 - 15cmである。

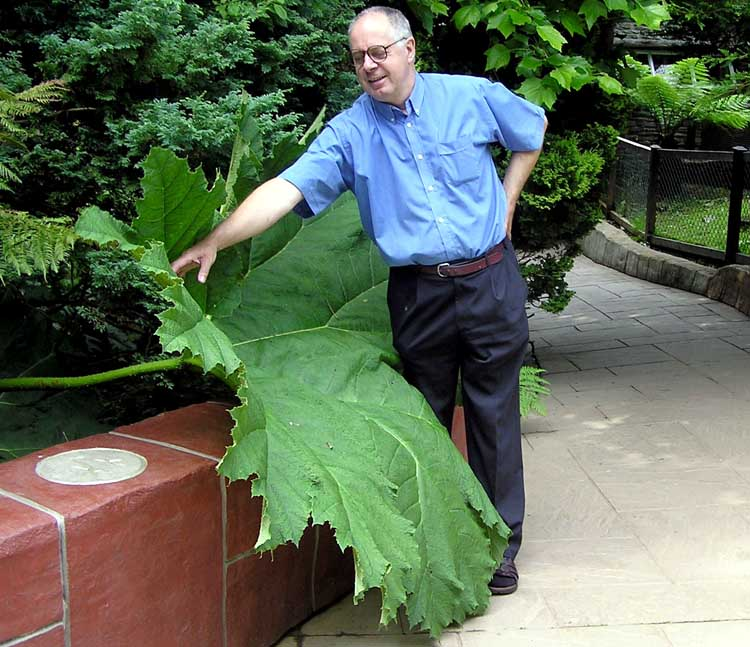
オニブキ（栽培株）

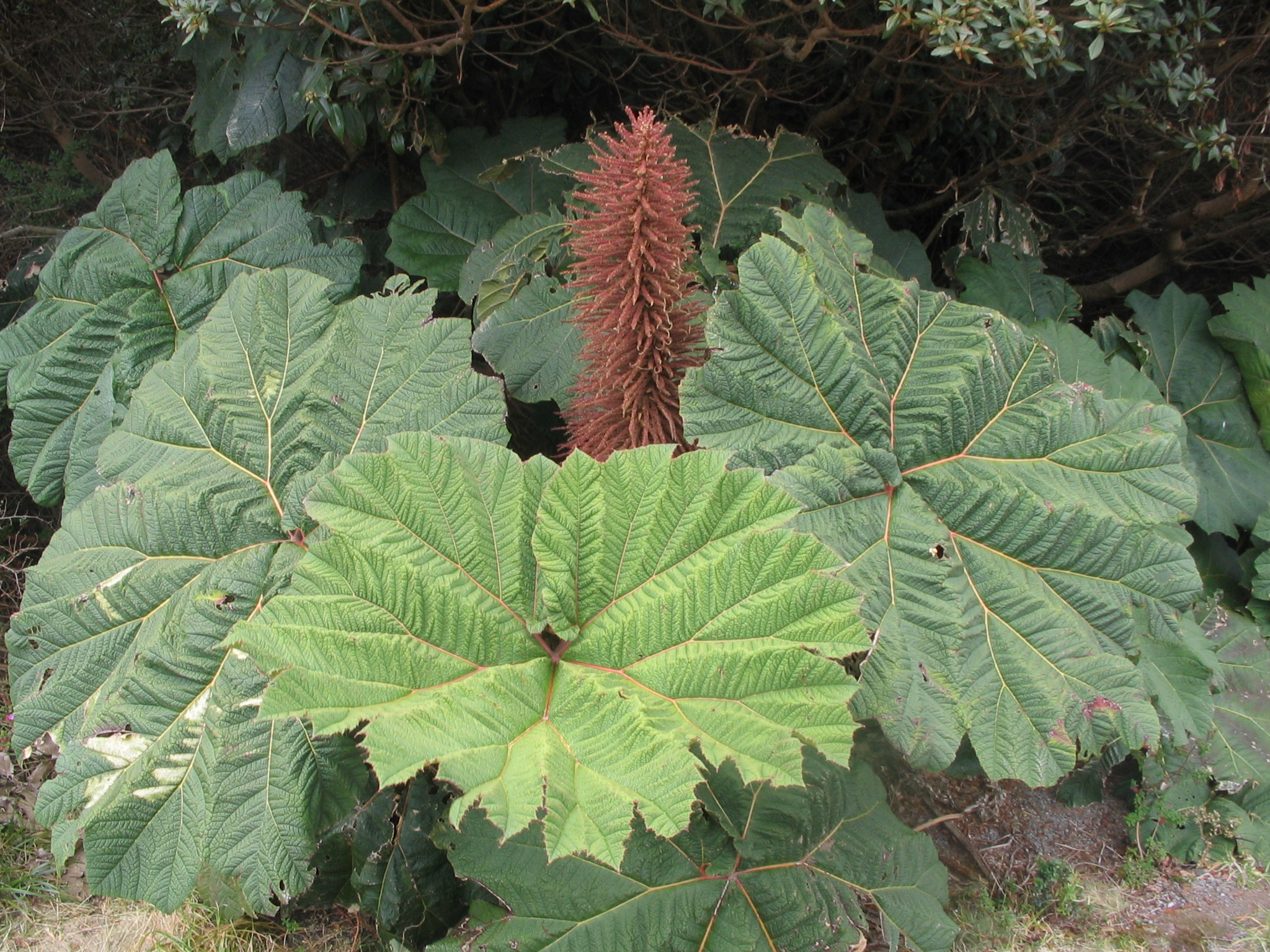
sv（コスタリカ）

この属はノルウェーの植物学者ヨハン・エルンスト・グンネルスに献名されている。

## 主な種
- Gunnera albocarpa
- G. arenaria
- G. densiflora
- G. dentata
- G. flavida
- G. hamiltonii
- G. kauaiensis
- G. masafuerae
- G. magellanica グンネラ・マゲラニカ[2]
- G. magnifica
- G. manicata オニブキ[3][4]
- G. masafuerae
- G. monoica
- G. peltata
- G. perpensa
- G. petaloïdea
- G. prorepens
- G. tinctoria（シノニム: G. chilensis）コウモリガサソウ[3][4]

## 藍藻との共生
自生では、グンネラは窒素固定をする藍藻、種としてはほぼNostoc punctiformeのみ、と共生をしている。藍藻は葉柄基部の腺から植物内部に侵入し細胞内共生を開始する。固定窒素と固定炭素の交換をしていると考えられている。この形の細胞内共生は被子植物では唯一のもので、固定窒素の不足している土壌での窒素供給に洞察をもたらすと期待される。

## 利用

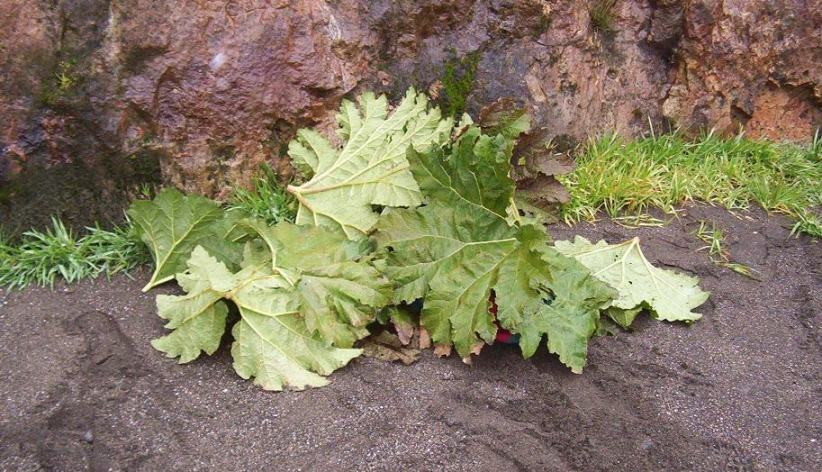
クラントにつかわれるグンネラの葉

チリ南部とアルゼンチンのコウモリガサソウ G. tinctoria (nalcas) の葉柄は食用となる。生食が主な利用法だが、サラダやリカー、マーマレードにも使われる。この種の葉はチリの伝統料理クラントを包むのに使われる。
G. perpensa は南アフリカで伝統医薬の材料となる。

## 観賞用としての栽培、野生化
かつてはイギリスの種苗店などから、オニブキを含めた3 - 4種の種子が購入できた。タネが売られている種は、いずれも耐寒性の多年草で、地植えの観葉植物として栽培されていた。果実が液果なので、取り播きがのぞましいが、作りたい場合はなるべく2月前半までに注文し、送られてきたタネは冷蔵庫の野菜室で保管して、春分の頃に播くといい。半日陰のやや湿った埴壌土がよい。
しかし、ヨーロッパおよびニュージーランドではコウモリガサソウ及び、オニブキとの交雑種 Gunnera × cryptica が逸出して問題となっており、規制の動きが広がっている。欧州連合では輸入と販売、栽培が禁止され、イギリスでは1981年野生生物および田園地帯法の付則9により輸入と販売は禁止して個人の栽培自体は認めたものの、種子や株を外部に拡散することは禁止された。

## ギャラリー

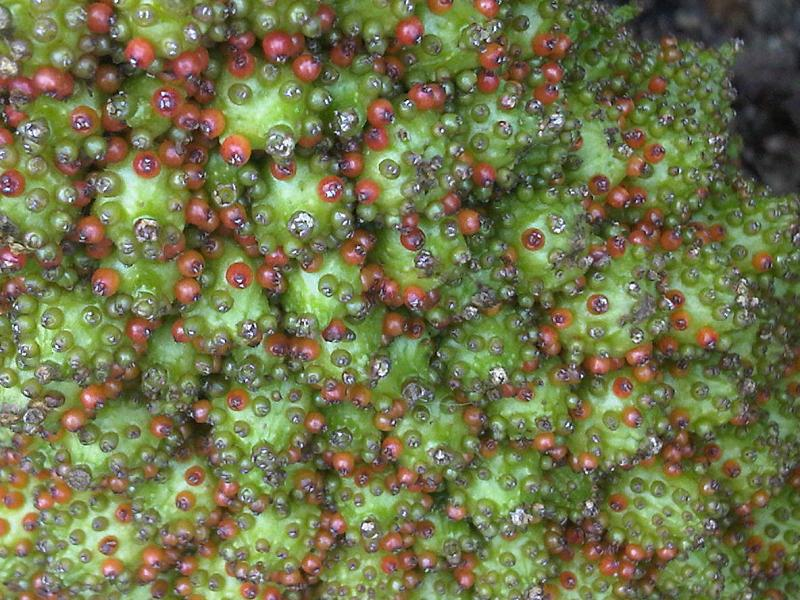
コウモリガサソウの果実
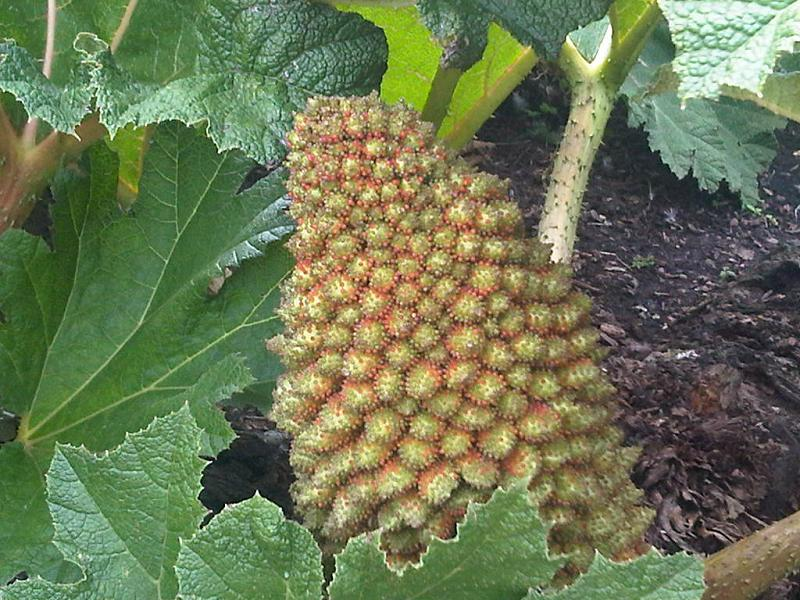
コウモリガサソウの花序
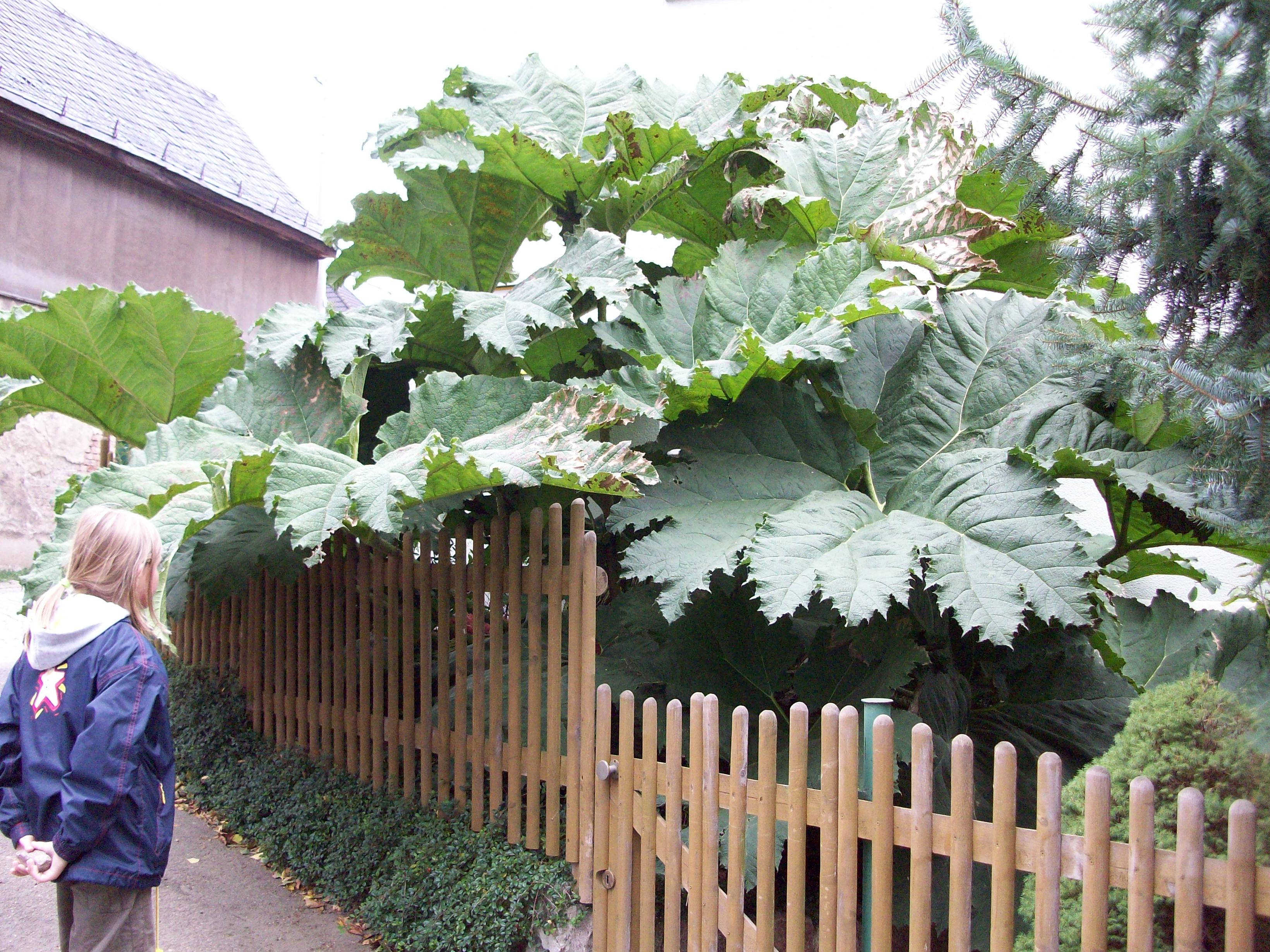
オニブキの全草
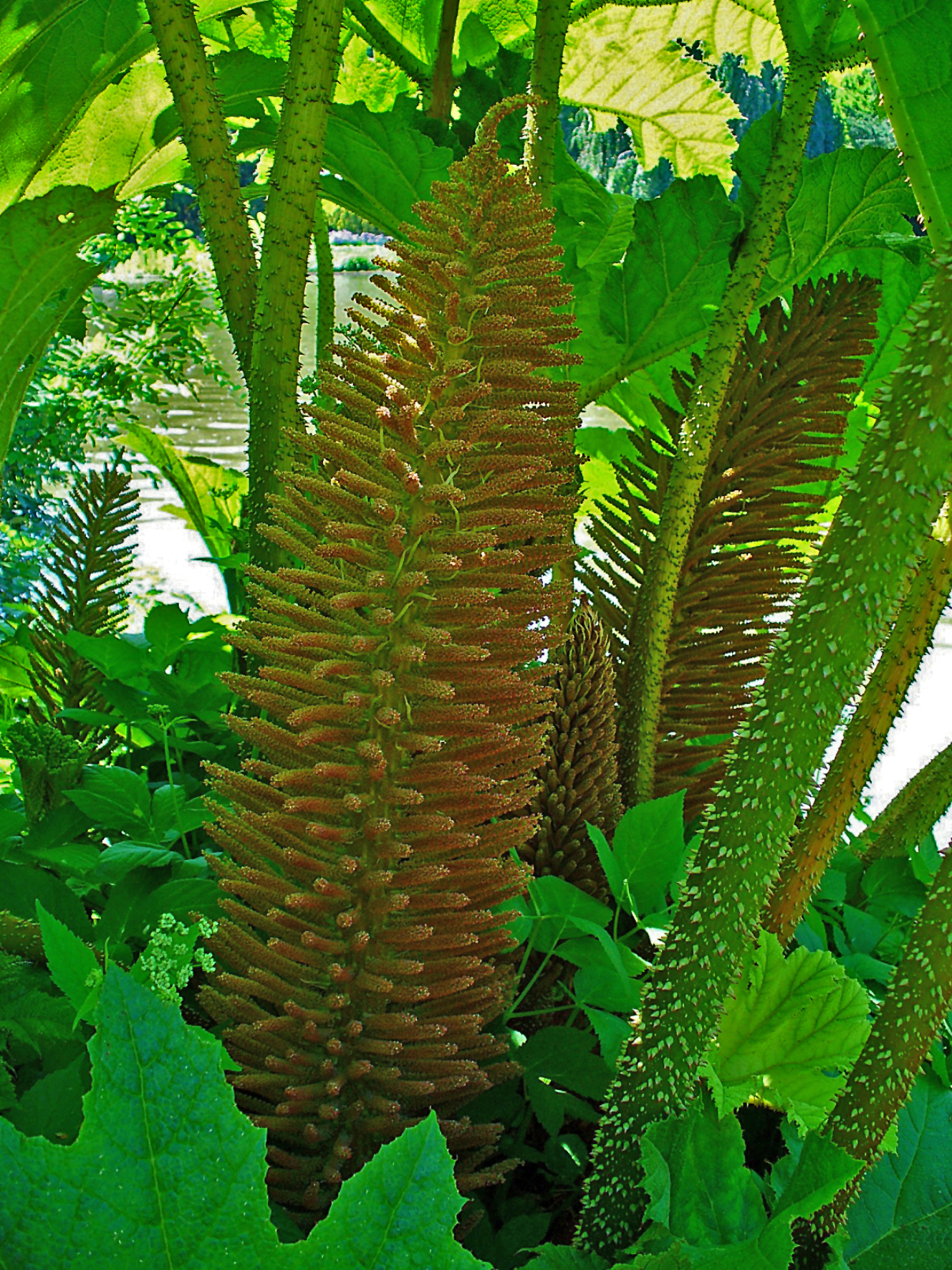
オニブキの花序
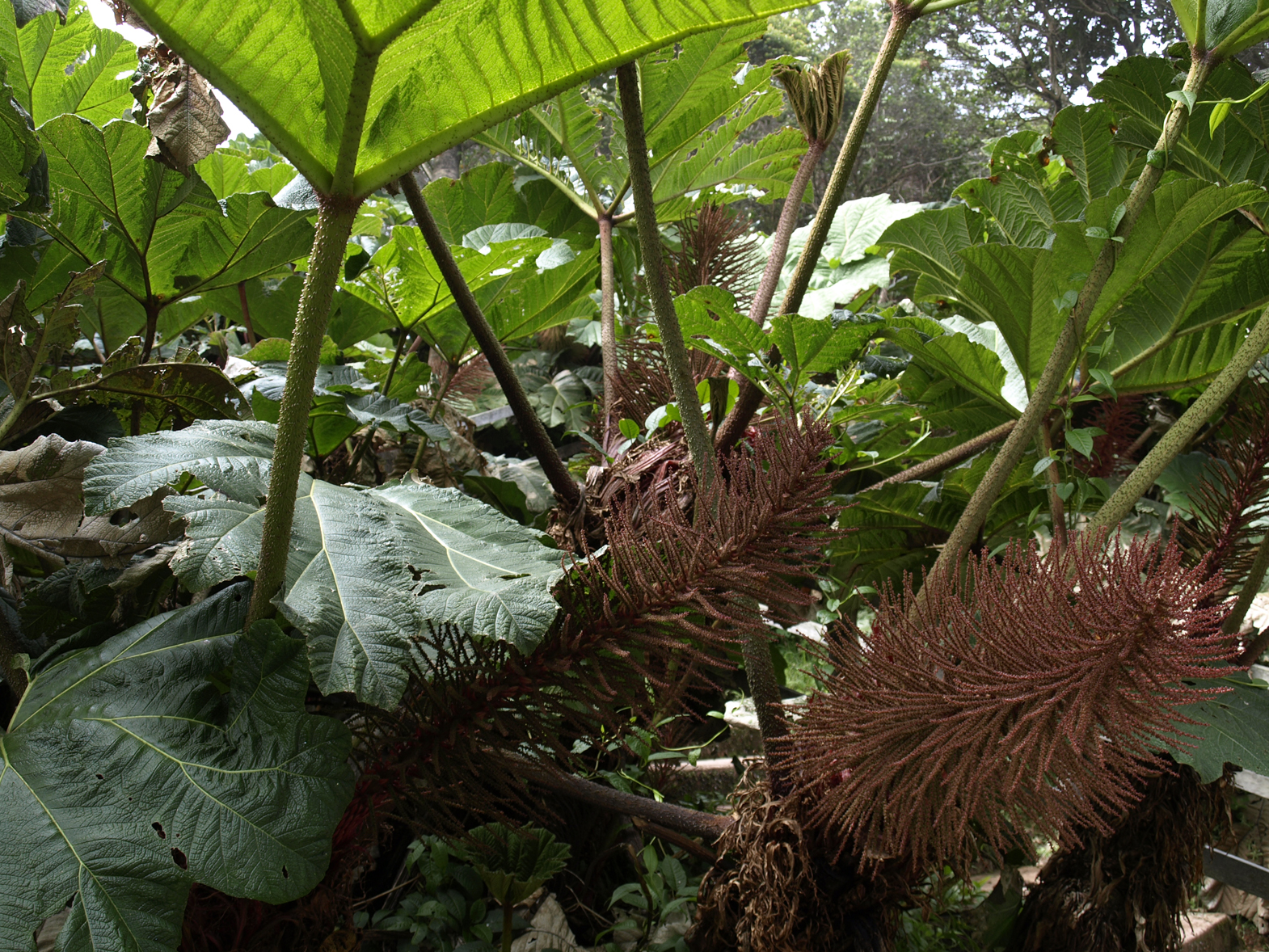
G. insignisの全草
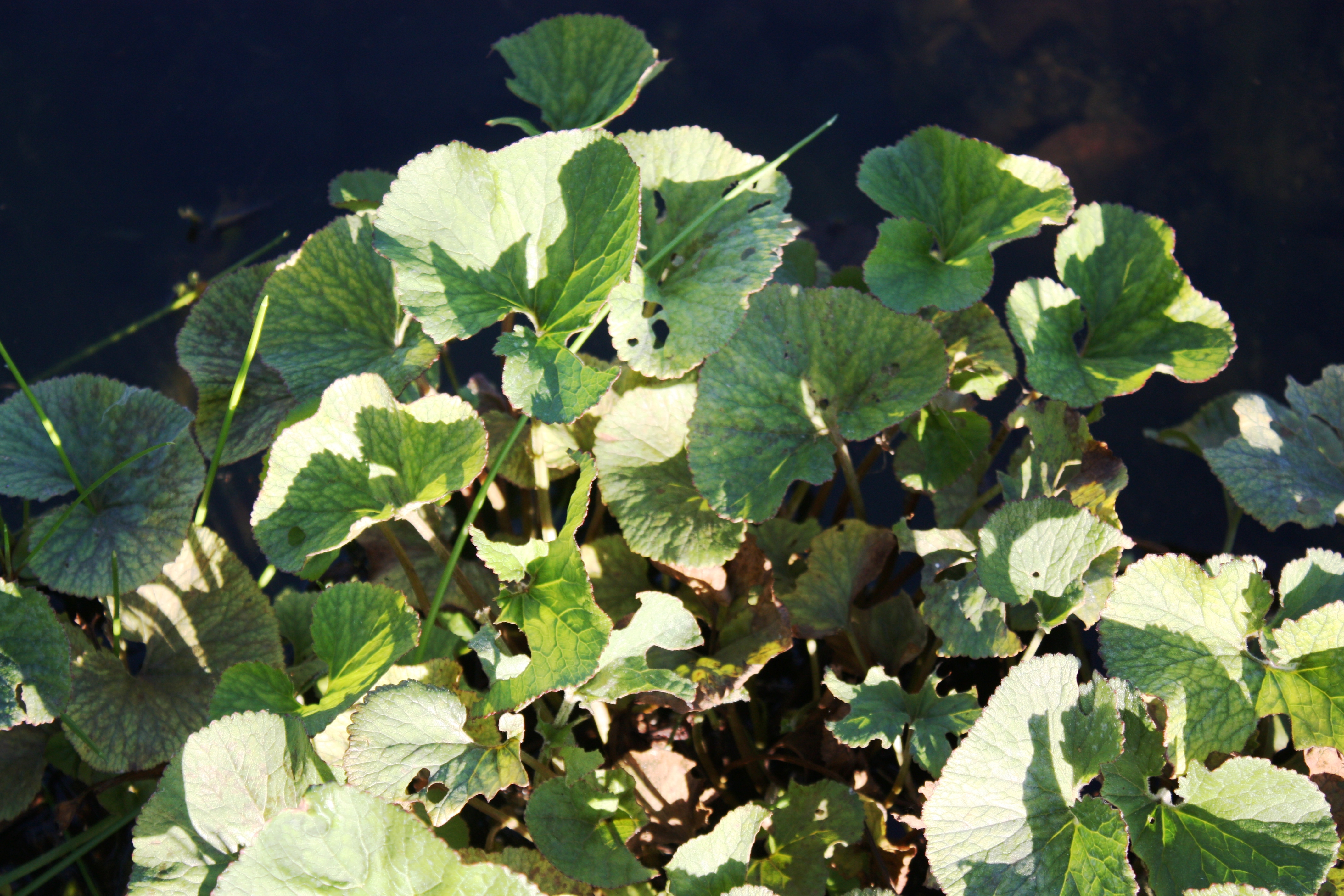
G. perpensa（ケープタウン）